# 공예왕후
공예왕후 임씨(恭睿王后 任氏, 1109년 10월 2일(음력 9월 7일) ~ 1183년 12월 2일(음력 11월 22일))는 고려의 17대 왕인 인종의 아내이자 정비인 왕후로 의종, 명종, 신종의 어머니이다.
본관은 장흥(長興), 시호는 공예(恭睿)이다. 중서령을 지낸 임원후(任元厚)의 딸이며 문하시중 이위(李瑋)의 외손녀이다. 1129년 왕후(원비)로 책봉되어 연덕궁주(延德宮主)의 호를 받았다. 인종의 총애를 받았다.

## 생애

### 탄생 설화
1109년 음력 9월 7일 전라남도 장흥군 관산읍 옥당리 당동마을에서 태어났다. 고려사에 그녀의 탄생 설화가 전해 내려오는데, 그녀가 태어나던 날 밤에 태후의 외조부인 문하시중 이위가 황색의 큰 깃발의 꼬리가 선경전을 싸고 도는 꿈을 꾸었다. 그래서 이위는 외손녀가 “선경전에서 놀게 될 것이다”라고 예언하였다고 한다.
그녀가 15세가 되어 김인규의 아들 김지효(金之孝)와 혼인을 약속하였는데 김지효가 신부집 문에 이르러 병이 발작하여 사경을 헤메었다. 이에 임원후가 결혼을 물리고 점쟁이에게 점을 쳐 보았더니, 점쟁이가 여인이 왕후가 될 운명이라고 말했다. 그러나 이 소문이 당대의 세도가 이자겸의 귀에 들어갔다. 이자겸은 자신의 3녀와 4녀를 왕후로 시집을 보냈는데 임원후의 딸이 왕후가 된다는 것이 자신과 가문의 몰락을 의미했으므로 임원후를 개성부사로 강직시켜 버렸다. 1126년(인종 4년) 이자겸의 난이 실패로 돌아감에 따라 인종의 아내이며 이자겸의 두 딸 역시 폐출당하였다. 1126년 음력 6월에 왕후로 간택되어 입궁하였다.

### 책비 이후
앞서 어린 인종이 즉위하자 인종의 외조부인 이자겸은 자신의 3녀와 4녀를 인종의 아내로 시집 보냈다. 즉, 인종은 이모와 결혼한 셈이다. 1126년 이자겸의 난이 일어나고, 이자겸의 일가가 몰락하면서 인종의 이모이며 아내였던 이자겸의 3녀와 4녀 역시 폐출당하면서 뒤를 이어 임원후의 딸이 인종의 아내이자 왕비가 되었다. 그후 1127년 의종을 낳고 난뒤 정식 왕후로 책봉된다.
인종이 붕어하고 의종이 즉위하자 그녀는 태후가 되었다. 1170년 무신정변으로 의종이 퇴위당하고 명종이 즉위하면서 무신들에 의한 정치가 시작되어 항상 마음을 졸이며 살았고 1182년(명종12년) 넷째 아들 원경국사 충희가 사망하였을 때 무신들에 의해 화를 당한 것이라 생각하고 충격을 못 이겨 병을 얻었다.
1183년(명종 13년) 음력 11월에 생을 마감하였다. 능호는 순릉(純陵)이다.

## 가족 관계
| 고려의 왕후 | 공예왕후 임씨 恭睿王后 任氏 | 출생                                              | 사망                                                |
| 고려의 왕후 | 공예왕후 임씨 恭睿王后 任氏 | 1109년 10월 2일 (음력 9월 7일) 고려 전라도 정안현 | 1183년 12월 2일 (음력 11월 22일) (74세) 고려 개성부 |

|    |                                     | 본관 | 생몰년          | 부모                                      |
| -- | ----------------------------------- | ---- | --------------- | ----------------------------------------- |
| 부 | 임원후 任元厚                       | 장흥 | 1089년 - 1156년 | 임의 任懿 낙랑군부인 이씨 樂浪郡夫人 李氏 |
| 모 | 진한국대부인 辰韓國大夫人 이씨 李氏 | 부평 | ? - 1138년      | 이위 李瑋 미상                            |

| 고려 제17대 국왕 | 인종 공효대왕 仁宗 恭孝大王 | 출생                                            | 사망                                                    |
| 고려 제17대 국왕 | 인종 공효대왕 仁宗 恭孝大王 | 1109년 10월 29일 (음력 10월 4일) 고려 개경 정궁 | 1146년 4월 10일 (음력 2월 28일) (36세) 고려 개경 보화전 |

|   |                         | 이름      | 생몰년          | 배우자                                                  | 비고        |
| - | ----------------------- | --------- | --------------- | ------------------------------------------------------- | ----------- |
| 1 | 의종 懿宗               | 현 晛     | 1127년 - 1173년 | 장경왕후 김씨 莊敬王后 金氏 장선왕후 최씨 莊宣王后 崔氏 | 제18대 국왕 |
| 2 | 대령후 大寧侯           | 경 暻     | 1130년 - ?      | 강릉공 왕온의 2녀                                       |             |
| 3 | 명종 明宗 익양공 翼陽公 | 호 晧     | 1131년 - 1202년 | 의정왕후 김씨 義靜王后 金氏                             | 제19대 국왕 |
| 4 | 원경국사 元敬國師       | 충희 冲曦 | ? - 1183년      | 미혼                                                    |             |
| 5 | 신종 神宗 평량공 平凉公 | 탁 晫     | 1144년 - 1204년 | 선정왕후 김씨 宣靖王后 金氏                             | 제20대 국왕 |

|   |                   | 생몰년          | 배우자                  | 비고                        |
| - | ----------------- | --------------- | ----------------------- | --------------------------- |
| 1 | 승경궁주 承慶宮主 | 생몰년 미상     | 공화후 恭化侯 왕영 王瑛 | 의종 11년(1157년) 이전 사망 |
| 2 | 덕녕궁주 德寧宮主 | ? - 1192년      | 강양공 江陽公 왕감 王瑊 |                             |
| 3 | 창락궁주 昌樂宮主 | ? - 1216년      | 신안후 信安侯 왕성 王珹 | 고종의 외조모               |
| 4 | 영화궁주 永和宮主 | 1141년 - 1208년 | 소성후 邵城侯 왕공 王珙 |                             |

| 의종                    | 의종                                                  | 대령후                          | 명종                                            | 명종                                | 신종                                            | 신종                                |
| ----------------------- | ----------------------------------------------------- | ------------------------------- | ----------------------------------------------- | ----------------------------------- | ----------------------------------------------- | ----------------------------------- |
| 효령태자 孝靈太子       | 경덕궁주 敬德宮主 안정궁주 安貞宮主 화순궁주 和順宮主 | 미상                            | 강종 康宗                                       | 연희궁주 延禧宮主 수안궁주 壽安宮主 | 희종 熙宗 양양공 襄陽公                         | 효회공주 孝懷公主 경녕궁주 敬寧宮主 |
| 승경궁주                | 승경궁주                                              | 덕녕궁주                        | 창락궁주                                        | 창락궁주                            | 영화궁주                                        | 영화궁주                            |
| 광릉공 왕면 廣陵公 王沔 | 왕씨 王氏                                             | 효령태자비 왕씨 孝靈太子妃 王氏 | 계성후 왕원 桂城侯 王沅 영인후 왕진 寧仁侯 王稹 | 원덕왕후 元德王后                   | 창화후 왕우 昌化侯 王祐 수사도 왕선 守司徒 王璿 | 이간의 처(妻)                       |

## 공예왕후가 등장한 작품
- 《무인시대》(KBS, 2003년~2004년, 배우 : 김윤경)

## 같이 보기
- 임원준
- 대녕후
- 이순우